# Apoderus erythropterus
Apoderus erythropterus är en skalbaggsart som först beskrevs av Gmelin 1790.  Apoderus erythropterus ingår i släktet Apoderus, och familjen rullvivlar. Arten har ej påträffats i Sverige.

## Bildgalleri

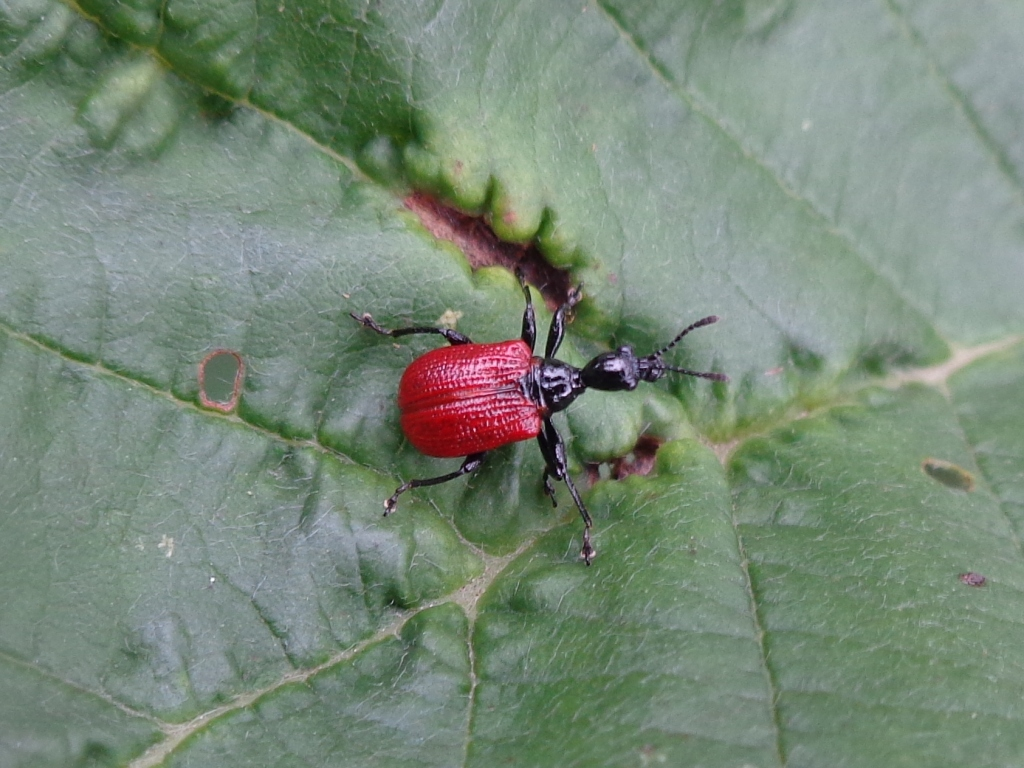